# Lidyne (obwód sumski)
Lidyne (ukr. Лідине) – osiedle na Ukrainie, w obwodzie sumskim, w rejonie sumskim, w hromadzie Mykołajiwka. W 2001 liczyło 120 mieszkańców, spośród których 112 wskazało jako ojczysty język ukraiński, 4 rosyjski, a 4 białoruski.